# Duell – Enemy at the Gates
Duell – Enemy at the Gates (Originaltitel: Enemy at the Gates) ist ein dramatischer Kriegsfilm aus dem Jahr 2001 von Jean-Jacques Annaud. Er schrieb mit Alain Godard zusammen auch das Drehbuch. Der Film thematisiert das Duell zweier Scharfschützen während der Schlacht von Stalingrad vom 13. September 1942 bis 2. Februar 1943. Er basiert auf dem 1973 veröffentlichten Buch Enemy at the Gates: The Battle for Stalingrad von William Craig. Der sowjetische Scharfschütze Wassili Saizew (1915–1991) soll bis zu 300 deutsche Soldaten und Offiziere getötet haben.

## Handlung
Stalingrad im Herbst 1942: Unter dem Kommando des Generals der Panzertruppe Friedrich Paulus hat die deutsche 6. Armee fast ganz Stalingrad eingenommen. Um die Stadt, die Stalins Namen trägt, gegen die Wehrmacht zu verteidigen, werden tausende Sowjetbürger zu den Waffen gerufen, darunter auch der junge Schäfer Wassili Saizew. Zu Beginn des Films werden er und viele andere am 20. September 1942 in kleinen Booten über die Wolga gebracht, wobei sie von deutschen Stukas angegriffen und bereits zahlreiche Rotarmisten getötet werden. Jene, die sich vor dem Stuka-Angriff durch einen Sprung in die Wolga in Sicherheit bringen wollen, werden von Politkommissaren der Roten Armee erschossen. Am Ufer angekommen, erhält nur jeder zweite Mann ein Gewehr, Saizew geht dabei leer aus und erhält nur etwas Reservemunition. Anschließend werden sie erbarmungslos und ohne Rücksicht auf Verluste gegen die deutschen Verteidigungslinien geworfen. Der Angriff misslingt, zurückweichende russische Soldaten werden wiederum von Sperreinheiten mit Maschinengewehren als Verräter niedergeschossen.
Saizew bleibt im Niemandsland liegen und versteckt sich zwischen den Toten in einem Brunnen, wohin sich einige Zeit später auch der Politkommissar Danilow flüchtet, dessen Propagandafahrzeug unmittelbar zuvor durch Artillerie ausgeschaltet wurde. Danilow bemerkt Saizew zunächst nicht und versucht, mehrere am anderen Ende des Platzes aufgetauchte feindliche Soldaten zu erschießen, was er jedoch noch vor dem ersten Schuss aufgeben muss, da es ihm unmöglich ist, ruhig zu zielen. Saizew, der sich mittlerweile bemerkbar gemacht hat, übernimmt die Waffe und erschießt nun unter der akustischen Deckung naher Artillerieeinschläge nacheinander die feindlichen Soldaten, ohne dass die Deutschen, die sich sicher wähnen, es gleich bemerken. Durch Danilows Fürsprache wird Saizew zum Scharfschützen befördert und durch dessen Propaganda zum Kriegshelden hochstilisiert.
Als immer mehr deutsche Offiziere und Soldaten dem sowjetischen Präzisionsschützen und seinen Mitkämpfern zum Opfer fallen, wird am 21. Oktober 1942 der hochdekorierte Major König nach Stalingrad entsandt, um Saizew zu töten. Wiederholt geraten die beiden Scharfschützen in nervenzermürbende Zweikämpfe, in denen die Vorteile immer wieder wechseln und beide mehrmals nur knapp dem Tod entgehen. Da sich Major König immer mehr als der im direkten Vergleich bessere Scharfschütze erweist, versucht Danilow, mit Hilfe des jungen Russen Sascha Filipow, Saizew Vorteile gegen seinen Kontrahenten zu verschaffen. Sascha präsentiert sich als vermeintlicher Überläufer und erledigt für die Deutschen einfache Hilfsdienste, versorgt aber gleichzeitig Danilow mit Informationen. Ein gefährliches Doppelspiel, da Major König den Jungen sehr schnell durchschaut und gezielt Informationen fallen lässt, die Saizew in von König bestimmte Situationen locken sollen.
Zwischen den Kämpfen entwickelt sich langsam eine Beziehung zwischen Saizew und der jungen Soldatin Tanja Tschernowa, was die Freundschaft zwischen Danilow und Saizew auf die Probe stellt, da auch dieser Interesse an der jungen Frau hat. Nach dem Tod ihrer Eltern wechselt Tanja von der Funkaufklärung zu den Scharfschützen, wo sich Saizew und sie ineinander verlieben.
Schließlich kommt es zur finalen Konfrontation: Das deutsche Oberkommando (eigentlich das Hauptquartier der 6. Armee) ist überzeugt, dass Saizew gefallen ist, da sein Armeesoldbuch unter der Beute eines Soldaten gefunden wird, der ein Feld voller Leichen plünderte – Saizew hat sich dort jedoch nur tot gestellt. Major König soll zurückgeflogen werden – der geht jedoch davon aus, dass Saizew noch lebt, und will ihn an seinem letzten Tag in Stalingrad endgültig zur Strecke bringen. Dazu hängt er den jungen Sascha, dem er inzwischen nachweisen konnte, dass er ihn hintergangen hat, weithin sichtbar als Köder auf, der die Scharfschützen aus ihrem Versteck locken soll. Saizew kann Tanja, die Königs Plan nicht durchschaut, nur mit Mühe davon abhalten, das Versteck zu verlassen. Er schickt Tanja zurück zu Danilow. Bei der Evakuierung von Saschas Mutter wird sie vor Danilows Augen von einem Granatsplitter getroffen und scheinbar getötet. Tatsächlich wird sie nur schwer verwundet und von Saschas Mutter auf der anderen Seite der Wolga ins Lazarett gebracht.
In der Überzeugung, dass Tanja tot ist, macht sich Danilow auf den Weg zu Saizew. Das Ereignis hat ihm vor Augen geführt, wie eigennützig er sich Saizew gegenüber verhalten hat. Nachdem er Saizew alles erzählt hat, gibt er sich mit voller Absicht dem Feuer Königs preis, um Saizew dessen Position aufzuzeigen und wird prompt vom Major erschossen. Überzeugt, Saizew endlich erwischt zu haben, geht König zum Ort der Leiche. Dabei wird er von Saizew gestellt und erschossen. Daraufhin holt sich Wassili das Gewehr des Majors, legt es zu Danilovs Leiche und erweist seinem Freund die letzte Ehre. 
Zwei Monate später am 3. Februar 1943: Die Schlacht um Stalingrad ist nach 180 Tagen beendet; Saizew findet Tanja im Lazarett und setzt sich an ihr Krankenbett. Abschließend wird ein Text eingeblendet, aus dem hervorgeht, dass Saizew mehrmals mit dem Leninorden ausgezeichnet und 1943 zum Held der Sowjetunion ernannt worden ist.

## Hintergrund

Statistin: Lokomotive 41 1303, abgestellt in Röbel, 2004

- Die Dreharbeiten dauerten von Januar bis Mai 2000. Gedreht wurde der Film komplett in Deutschland, hauptsächlich in Brandenburg. Drehorte waren unter anderem das Filmstudio Babelsberg, die Kavallerieschule Krampnitz bei Potsdam, das stillgelegte Chemiewerk – ehemals Teil des VEB Chemiewerk Coswig – in Rüdersdorf bei Berlin und das stillgelegte Tagebau-Revier Greifenhain/Pritzen in der Nähe von Cottbus.
- Die in mehreren Bahnhofszenen zu sehenden Eisenbahnfahrzeuge (darunter die Dampflokomotive 41 1303) befanden sich, teilweise noch mit der Filmbemalung, noch etwa ein Jahrzehnt lang bis zur Aufgabe des Museums auf dem Freigelände des Vereins „Hei Na Ganzlin e. V.“ am Bahnhof in Röbel. Der Salonwagen 10208, ursprünglich für den Generaldirektor der Deutschen Reichsbahn, Julius Dorpmüller, gebaut, wurde für die Filmaufnahmen in seinen Ursprungszustand zurückversetzt und ist heute so im DB Museum Koblenz ausgestellt.
- Die Weltpremiere fand am 7. Februar 2001 in Berlin statt, wo er im Rahmen der Berlinale 2001 als Eröffnungsfilm außerhalb des offiziellen Wettbewerbs gezeigt wurde.[3] Kinostart in Deutschland war am 15. März 2001, in den USA am 16. März 2001.
- Die Produktionskosten des Films betrugen laut Jean-Jacques Annaud 74 Millionen US-Dollar.[4]
- Der Film spielte in den Kinos weltweit rund 97 Millionen US-Dollar ein, davon rund 51 Millionen US-Dollar in den USA und rund 0,6 Millionen US-Dollar in Deutschland.[5]

### Unterschied Spielfilm/Geschichte
In keiner deutschen Quelle ist ein Major Erwin König belegt. Die Wehrmacht hat nie einen Scharfschützen nach Stalingrad geschickt, der Saizew ausschalten sollte. Allerdings ist in den Memoiren des russischen Generals Wassili Tschuikow über die Verteidigung Stalingrads ein Bericht über die Duelle der sowjetischen und deutschen Scharfschützen zu finden, worin Tschuikow beschreibt, dass auf deutscher Seite der „oberste Ausbilder der Scharfschützen“, ein Major, getötet wurde.
Jochen Hellbeck kritisiert in seinem Buch Die Stalingrad Protokolle die Darstellung der Massenerschießung von zurückweichenden russischen Soldaten im Film. Er bemerkt dazu: „Neuere Quellenpublikationen zeigen hingegen, dass im Zeitraum vom 1. August bis zum 15. Oktober 1942, mithin der für die Rote Armee kritischsten Phase der Schlacht, an der Stalingrader Front,…, [nur] 278 sowjetische Soldaten von den Sonderabteilungen der sowjetischen Geheimpolizei (NKWD) erschossen wurden.“ Zusätzlich stützen Interviews mit Teilnehmern der Schlacht, darunter auch ein Interview mit Wassili Saizew selbst, die niedrigen Zahlenangaben. Hellbeck bezeichnet das erzeugte Bild im Film folglich als wirklichkeitsfern.
Als der Film russischen Stalingrad-Veteranen vorgeführt wurde, störten sich diese an der ihrer Meinung nach beleidigenden Darstellung der Roten Armee so sehr, dass sie forderten, den Film in Russland zu verbieten. Insbesondere auch die Darstellung der am Abend feiernden und tanzenden russischen Soldaten wurde kritisiert. „Als Soldat suchte man nur zwei Dinge: Nahrung und etwas Schlaf“, meinten die Veteranen.

### Unterschied Spielfilm/Buchvorlage
Das Duell zwischen Saizew und König nimmt im Buch nur einen sehr geringen Teil ein. Dessen Handlung reicht von den ersten Angriffen der Deutschen auf die Sowjetunion bis zu den Erlebnissen der deutschen und italienischen Kriegsgefangenen.
Werden die Kämpfe um Stalingrad im Film von russischer Seite aus gezeigt, so sind diese in dem zugrunde liegenden Tatsachenroman sowohl aus Sicht der russischen Soldaten und Zivilisten als auch aus Sicht der beteiligten Deutschen und Italiener gezeichnet.

## Kritiken
Kritiker bemängelten die Reduktion der grausamsten Schlacht des Krieges mit hunderttausenden Toten auf ein Katz-und-Maus-Spiel zweier Personen inklusive Liebesgeschichte mit Happy End, die unkritische Verklärung eines Scharfschützen, der aus dem Hinterhalt Menschen tötet, zu einem Helden, sowie die völlig in den Hintergrund gedrängte Schlacht von Stalingrad zu einer bloßen Kulisse für einen Film, der mit Action, Liebe, Spannung und dem Duell zweier Helden wie aus einem Western auf Kosten eines ernsten Themas lediglich unterhalten will. 
Regisseur Jean-Jacques Annaud gab jedoch vor, mit dem Film gerade „ein Zeichen gegen die Verharmlosung von Krieg durch Videospiele und Actionfilme setzen“ zu wollen, und betonte „Ich hoffe, dass unser Film eines ganz deutlich zeigt: Krieg ist nie schön, Töten ist nie lustig.“
Mit „schwachem Applaus und sogar einigen Buhrufen“ kam der Film beim Premierenpublikum auf der Berlinale 2001 ausgesprochen schlecht an. Bei der anschließenden Gala wurde „zu viel Heldenpathos und eine Aneinanderreihung von Klischees“ bemängelt und die Kritiker verrissen den Film wie kaum einen anderen Festivalbeitrag. Als Konsequenz kündigte Annaud an, auf der Berlinale künftig keinen seiner Filme mehr zu zeigen.
- J.D. Kucharzewski schrieb auf filmszene.de: „Enemy at the Gates“ [ist] kein Anti-Kriegsfilm, sondern vielmehr ein Schlachtenepos … [und] verkehrt sich schließlich ins Gegenteil: anstatt zu verstören und zu schockieren bleibt die Darstellung des Krieges trotz ihrer Brutalität seltsam steril, zumal der Film die Toten zur bloßen Kulisse für das Duell zwischen Vassili und König entwürdigt. […] Obwohl es wahrscheinlich nicht die Intention des Regisseurs war, verkommt die grausamste Schlacht des Zweiten Weltkriegs […] zu einem pyrotechnischen Spektakel und spannenden Gotcha-Spiel, bei dem zwar unzählige Statisten von Kugeln zerrissen werden, wahre Helden aber dennoch überleben. Eine Demontage des Heldenmythos findet trotz einiger gut gemeinter Ansätze nicht statt. Im Gegenteil: allzu oft bedient sich Annaud der glorifizierenden Bildersprache von Propagandafilmen, und wenn Vassili den noblen Wunsch äußert, dem Feind nicht als Held, sondern als einfacher Soldat auf dem Schlachtfeld zu begegnen, dann hätte das sogar Joseph Goebbels zu Tränen gerührt. … und so bleibt es dem Zuschauer überlassen, ob er in „Enemy at the Gates“ einen relativ gelungenen Actionstreifen mit ernstem Kontext oder einen mißglückten Film über das Grauen des Krieges sehen will.[12]
- Flemming Schock schrieb auf filmspiegel.de: Sicher, die Filmindustrie ist eine Unterhaltungs- und keine Belehrungsmaschinerie. Aber schmerzfrei unterhalten kann Jean Jacques Annauds verantwortungslose Heldenhymne […] nur jene, die Filmkunst mit keinem Gewissen in Beziehung setzen. […] Dann vollzieht Annaud („es ist doch nur ein Film“) das eigentlich Unglaubliche, wenn er sich dadurch, dass Stalingrad, wo täglich Tausende ein qualvolles Ende fanden, zur fast leergefegten Bühne eines Highnoon-Showdowns wird, von jedem filmischen Gewissen verabschiedet. Mag der Western, selbst ein Mythos, auch tot sein, die verantwortungslose Geschichtsklitterung wird so weit gedehnt, dass dieses Machwerk sogar den Eindruck suggeriert, vom Ausgang des Duells dieser beiden Stalingrad-Cowboys hätte der Ausgang des Zweiten Weltkrieges abgehangen. Auch filmschaffende Freiheit muss ihre Grenzen haben, aber die, jede Historizität, die Millionen Toten von Stalingrad und nicht zuletzt auch die Intelligenz des Zuschauers beleidigt „Enemy at the Gates“ in jeder Sekunde. Darf derart verirrte Geschichtsverzerrung, eine Trivialisierung des Ungeheuerlichen zur fast verlassenen Westentaschenstadt, wo sogar noch Raum für ein Hauch (sic) Lagerfeuerromantik und eine Sexszene (!) bleibt, erlaubt sein?[13]
- Martin Zucker schrieb auf allesfilm.com: Dass Vassili zum Helden gemacht wird, ist aus dem Erzählblickwinkel heraus verständlich. Unverständlich hingegen ist, dass nicht hinterfragt wird, ob jemand zu feiern ist, der Menschen aus dem Hinterhalt erschießt. Denn hierin sind Zaitsev und König einander gleich. Zumindest auf der Ebene zwischen Film und Publikum müsste dies thematisiert werden. Stattdessen fragt Sasha stellvertretend für alle: „Wie viele waren es heute?“. Anfang des dritten Jahrtausends darf man sich gerade bei einem Kriegsfilm eine etwas kritischere Auseinandersetzung mit dem Thema wünschen.[14]

## Auszeichnungen
Die British Society of Cinematographers nominierte den Kameramann Robert Fraisse für den Best Cinematography Award 2001.
Die Deutsche Film- und Medienbewertung (FBW) verlieh dem Film das Prädikat „Wertvoll“.